# Pliocen
| Neogen 23 miljoner – 2,6 miljoner år före nutid | Neogen 23 miljoner – 2,6 miljoner år före nutid | Neogen 23 miljoner – 2,6 miljoner år före nutid | Neogen 23 miljoner – 2,6 miljoner år före nutid |
| Period (System)                                 | Epok (Serie)                                    | Ålder (Etage)                                   | Miljoner år sedan                               |
| ----------------------------------------------- | ----------------------------------------------- | ----------------------------------------------- | ----------------------------------------------- |
| Kvartär                                         | Pleistocen                                      | Gela                                            | senare                                          |
| Neogen                                          | Pliocen                                         | Piacenza                                        | 3,6–2,6                                         |
| Neogen                                          | Pliocen                                         | Zancle                                          | 5,3–3,6                                         |
| Neogen                                          | Miocen                                          | Messina                                         | 7,2–5,3                                         |
| Neogen                                          | Miocen                                          | Tortona                                         | 11,6–7,2                                        |
| Neogen                                          | Miocen                                          | Serravalle                                      | 13,8–11,6                                       |
| Neogen                                          | Miocen                                          | Langhe                                          | 16,0–13,8                                       |
| Neogen                                          | Miocen                                          | Burdigala                                       | 20,4–16,0                                       |
| Neogen                                          | Miocen                                          | Aquitaine                                       | 23,0–20,4                                       |
| Paleogen                                        | Oligocen                                        | Chatt                                           | tidigare                                        |

Pliocen är en geologisk epok som inföll 5,3 miljoner till 2,6 miljoner år före nutid. Det är den andra och yngsta epoken inom den neogena perioden i den kenozoiska eran. Fram till 2009 års revision av den geologiska tidsskalan sträckte sig pliocen ända till för 1,6 miljoner år sedan, men tiden mellan 2,6 och 1,6 miljoner år sedan (Gela) flyttades till pleistocen, för att hela istiden skulle höra till samma epok.
Pliocen namngavs av Sir Charles Lyell. Namnet kommer från de grekiska orden πλεῖον (pleion, "mer") och καινός (kainos, "ny") och betyder ungefär "fortsättning på det nutida", vilket syftar på den väsentligen moderna marina blötdjursfaunan. 
Liksom för andra geologiska perioder så är de geologiska lager (strata) som definierar perioden välbestämda, men deras exakta ålder är behäftade med en viss osäkerhet.  Både övre och nedre gränserna för pliocen är valda för att sammanfalla med signifikanta klimatförändringar.

## Epoken i jordens kronologi
| Geokronologi                  | Geokronologi                  | Geokronologi                  | Geokronologi                   |
| Denna tabell: visa • redigera | Denna tabell: visa • redigera | Denna tabell: visa • redigera | Denna tabell: visa • redigera  |
| Eon                           | Era                           | Period                        | Epok                           |
| ----------------------------- | ----------------------------- | ----------------------------- | ------------------------------ |
| Fanerozoikum                  | Kenozoikum                    | Kvartär                       | Holocen (0,01–0)               |
| Fanerozoikum                  | Kenozoikum                    | Kvartär                       | Pleistocen (2,59–0,01)         |
| Fanerozoikum                  | Kenozoikum                    | Neogen                        | Pliocen (5–2,6)                |
| Fanerozoikum                  | Kenozoikum                    | Neogen                        | Miocen (23–5)                  |
| Fanerozoikum                  | Kenozoikum                    | Paleogen                      | Oligocen (35–23)               |
| Fanerozoikum                  | Kenozoikum                    | Paleogen                      | Eocen (57–35)                  |
| Fanerozoikum                  | Kenozoikum                    | Paleogen                      | Paleocen (65–57)               |
| Fanerozoikum                  | Mesozoikum                    | Krita                         | Yngre krita (100–65)           |
| Fanerozoikum                  | Mesozoikum                    | Krita                         | Äldre krita (146–100)          |
| Fanerozoikum                  | Mesozoikum                    | Jura                          | Yngre jura (161–146)           |
| Fanerozoikum                  | Mesozoikum                    | Jura                          | Mellersta jura (176–161)       |
| Fanerozoikum                  | Mesozoikum                    | Jura                          | Äldre jura (200–176)           |
| Fanerozoikum                  | Mesozoikum                    | Trias                         | Yngre trias (228–200)          |
| Fanerozoikum                  | Mesozoikum                    | Trias                         | Mellersta trias (245–228)      |
| Fanerozoikum                  | Mesozoikum                    | Trias                         | Äldre trias (251–245)          |
| Fanerozoikum                  | Paleozoikum                   | Perm                          | Loping (260–251)               |
| Fanerozoikum                  | Paleozoikum                   | Perm                          | Guadalupe (271–260)            |
| Fanerozoikum                  | Paleozoikum                   | Perm                          | Cisural (299–271)              |
| Fanerozoikum                  | Paleozoikum                   | Karbon                        | Pennsylvania (318–299)         |
| Fanerozoikum                  | Paleozoikum                   | Karbon                        | Mississippi (359–318)          |
| Fanerozoikum                  | Paleozoikum                   | Devon                         | Yngre devon (385–359)          |
| Fanerozoikum                  | Paleozoikum                   | Devon                         | Mellersta devon (398–385)      |
| Fanerozoikum                  | Paleozoikum                   | Devon                         | Äldre devon (416–398)          |
| Fanerozoikum                  | Paleozoikum                   | Silur                         | Pridoli (419–416)              |
| Fanerozoikum                  | Paleozoikum                   | Silur                         | Ludlow (423–419)               |
| Fanerozoikum                  | Paleozoikum                   | Silur                         | Wenlock (428–423)              |
| Fanerozoikum                  | Paleozoikum                   | Silur                         | Llandovery (444–428)           |
| Fanerozoikum                  | Paleozoikum                   | Ordovicium                    | Yngre ordovicium (461–444)     |
| Fanerozoikum                  | Paleozoikum                   | Ordovicium                    | Mellersta ordovicium (472–461) |
| Fanerozoikum                  | Paleozoikum                   | Ordovicium                    | Äldre ordovicium (488–472)     |
| Fanerozoikum                  | Paleozoikum                   | Kambrium                      | Furong (497–485)               |
| Fanerozoikum                  | Paleozoikum                   | Kambrium                      | Miaoling (509–497)             |
| Fanerozoikum                  | Paleozoikum                   | Kambrium                      | Kambriums serie 2 (521–509)    |
| Fanerozoikum                  | Paleozoikum                   | Kambrium                      | Terreneuve (541–521)           |
| Proterozoikum                 | Neoproterozoikum              | Ediacara                      |                                |
| Proterozoikum                 | Neoproterozoikum              | Kryogenium                    |                                |
| Proterozoikum                 | Neoproterozoikum              | Tonium                        |                                |
| Proterozoikum                 | Mesoproterozoikum             | Stenium                       |                                |
| Proterozoikum                 | Mesoproterozoikum             | Ecstasium                     |                                |
| Proterozoikum                 | Mesoproterozoikum             | Kalymmium                     |                                |
| Proterozoikum                 | Paleoproterozoikum            | Staterium                     |                                |
| Proterozoikum                 | Paleoproterozoikum            | Orosirium                     |                                |
| Proterozoikum                 | Paleoproterozoikum            | Ryacium                       |                                |
| Proterozoikum                 | Paleoproterozoikum            | Siderium                      |                                |
| Arkeikum                      | Neoarkeikum                   |                               |                                |
| Arkeikum                      | Mesoarkeikum                  |                               |                                |
| Arkeikum                      | Paleoarkeikum                 |                               |                                |
| Arkeikum                      | Eoarkeikum                    |                               |                                |
| Hadeikum                      |                               |                               |                                |

Teckenförklaring: Tidsintervallet inom parenteser representerar miljoner år sedan då epoken varade.